# Beate West-Leuer
Beate West-Leuer (* 1951 in Dortmund) ist eine deutsche Psychotherapeutin und Autorin.

## Leben und Wirken
West-Leuer studierte von 1971 bis 1976 Anglistik, Amerikanistik und Geschichte an der Universität Mainz sowie an der Lehigh University in Israel. 1976 absolvierte sie die Prüfung für das Lehramt an Gymnasien und studierte anschließend Philosophie an der Johns Hopkins University in Baltimore (USA). Nach der Zweiten Staatsprüfung für das Lehramt lehrte sie von 1982 bis 1993 als Studienrätin an der Städtischen Heinrich-Hertz-Kollegschule in Düsseldorf. Im Fachbereich der Erziehungswissenschaften folgten ab 1997 Forschungskolloquien an der Universität Paderborn und anschließend an der Universität Halle-Wittenberg, wo sie dann im Jahr 2002 promoviert wurde.
Ab 1993 war sie freiberuflich als psychologische Psychotherapeutin tätig und erhielt 1999 ihre Approbation. Sie absolvierte mehrere Weiterbildungen in Supervision und Integrativer Psycho- und Soziotherapie.
Seit 2001 hatte sie einen Lehrauftrag „Studium Universale“ am Lehrstuhl für Psychosomatische Medizin der Medizinischen Fakultät der Universität Düsseldorf inne und ab 2016 an der Internationalen Psychoanalytischen Universität Berlin.
Sie ist Mitglied im Vorstand des Vereins „Akademie für Psychoanalyse und Psychodynamik Düsseldorf“ in Kooperation mit der Universität Düsseldorf. Sie wurde von Medien zu unterschiedlichen Themen wie  Initiationsrituale, Bekenntnisse und den Teufel in US-amerikanischen Serien (WDR 3 und WDR 5) befragt.

## Veröffentlichungen (Auszug)
Fachbücher
- mit Claudia Sies: Coaching – Ein Kursbuch für die Psychodynamische Beratung. Pfeiffer bei Klett-Cotta, Stuttgart 2003, ISBN 978-3-608-89725-8.
- Coaching an Schulen. Psychosozial-Verlag, Gießen 2007, ISBN 978-3-89806-576-4.
- Interaktive Beratung und Schulentwicklung. Eine Untersuchung zum Ist-Zustand. VDM-Verlag, Saarbrücken 2008, ISBN 978-3-8364-6844-2 (= Dissertation, Juli 2002, online).
- als Hrsg. mit Matthias Franz: Bindung – Trauma – Prävention. Entwicklungschancen von Kindern und Jugendlichen als Folge ihrer Beziehungserfahrungen. Psychosozial-Verlag, Gießen 2008, ISBN 978-3-89806-768-3.
- als Hrsg. mit  Eva-Marie Lewkowicz: Führung und Gefühl. Mit Emotionen zu Authentizität und Führungserfolg. Springer, Berlin 2016, ISBN 978-3-662-48920-8.
- mit Marga Löwer-Hirsch: Psychodynamisches Coaching für Führungskräfte. Einzel- und Gruppencoachings in Theorie und Praxis. Springer, Wiesbaden 2017, ISBN 978-3-658-14856-0

Beiträge in Fachzeitschriften
- Black Swan – the sacrifice of a prima ballerina: Psychosexual (self-)injuries as the legacy of archaic experiences of violence. In: The International Journal of Psychoanalysis, Volume 98 / No. 4, August 2017,S.  1233–1244.
- Psychodynamisches Gesundheitscoaching als gesundheitsfördernde Maßnahme in Unternehmenskrisen. In: Wirtschaftspsychologie, 19,  Heft 4, 2017, S. 68–75,
- The American Adam – zwischen Unschuldsbehauptung und Tätertraumata. Ein Versuch, das Phänomen „Trump“ vor dem Hintergrund tief verwurzelter amerikanischer Mythen zu verstehen. In: Psychoanalyse im Widerspruch 59, 2018, S. 47–64.